# Birch Grove
Birch Grove (dt.: „Birkenhain“) ist eine Siedlung im Parish Saint Andrew im Zentrum von Grenada.

## Geographie
Die Siedlung liegt im Inselinnern, im Tal des Balthazar Rivers auf ca. 174 m Höhe. Außerdem liegt sie an einem der Pässe, die Überwunden werden müssen, wenn man von Grenville nach St. George’s im Südwesten gelangen will. Die Siedlung liegt am Hang des South East Mountain zusammen mit Upper Capitol, Morne Longue, Adelphi, Beauregard und Lower Capitol.
Im Ort befindet sich die St. Matthew’s Catholic Church und hier laufen zwei Straßen ineinander. Zum einen die Verbindungsstraße von Grenville im Nordosten, zum anderen eine Verbindungsstraße, die dem Tal des Balthazar River folgt und auch Anschluss nach Gouyave im Nordwesten hat.
Der umgebende Wald steht im Mount St. Catherine Forest Reserve unter Naturschutz.

## Klima
Das Klima ist tropisch heiß.